# Strigilla mirabilis
Strigilla mirabilis är en musselart som först beskrevs av Philippi 1841.  Strigilla mirabilis ingår i släktet Strigilla och familjen Tellinidae. Inga underarter finns listade i Catalogue of Life.